# DDR-Fußballmeisterschaft der Jugend 1967
Die DDR-Fußballmeisterschaft der Jugend 1967 war die 10. Auflage dieses Wettbewerbes, der vom Jugendausschuss der Sektion Fußball (DDR) durchgeführt wurde. Der Wettbewerb begann am 4. Mai 1967 mit der Vorrunde und endete am 15. Juli 1967 mit dem Wiederholungsspiel des Finals in Schönebeck. Den Meistertitel errang die Mannschaft des BFC Dynamo, die im Wiederholungsspiel des Finals gegen die SG Dynamo MK Eisleben gewann.

## Teilnehmende Mannschaften
An der DDR-Fußballmeisterschaft der Jugend (B-Jugend) für die Altersklasse (AK) 14–16 nahmen die Bezirksmeister der 14 Bezirke auf dem Gebiet der DDR sowie der Meister aus Ost-Berlin teil. Spielberechtigt waren Spieler bis zum 16. Lebensjahr (Stichtag: 1. Juni 1950 bis 31. Mai 1952).
Folgende Mannschaften qualifizierten sich für die DDR-Fußballmeisterschaft der Jugend:
| - Bezirk Rostock TSG Wismar - Bezirk Schwerin SG Dynamo Schwerin - Bezirk Neubrandenburg BSG Post Neubrandenburg - Bezirk Potsdam BSG Motor Babelsberg - Ost-Berlin BFC Dynamo | - Bezirk Frankfurt (Oder) BSG Stahl Eisenhüttenstadt - Bezirk Magdeburg 1. FC Magdeburg - Bezirk Halle SG Dynamo MK Eisleben - Bezirk Leipzig 1. FC Lokomotive Leipzig - Bezirk Cottbus BSG Energie Cottbus | - Bezirk Dresden BSG Motor WAMA Görlitz - Bezirk Karl-Marx-Stadt FC Karl-Marx-Stadt - Bezirk Erfurt FC Rot-Weiß Erfurt - Bezirk Gera FC Carl Zeiss Jena - Bezirk Suhl BSG Kali Werra Tiefenort |

## Modus
Die Bezirksmeister wurden in der Vorrunde in vier Staffeln aufgeteilt und spielten in einer Doppelrunde nach dem Modus „Jeder gegen Jeden“ die Teilnehmer für die Zwischenrunde aus. In der Zwischenrunde ermittelten die vier Staffelsieger der Vorrunde in zwei Paarungen die Finalteilnehmer.

## Vorrunde

### Staffel I
Spiele
| Datum                    |                         |   |                         | Hinspiel | Rückspiel |
| ------------------------ | ----------------------- | - | ----------------------- | -------- | --------- |
| Do 04. Mai / So 28. Mai  | TSG Wismar              | – | SG Dynamo Schwerin      | 0:0      | 2:1       |
| Do 04. Mai / So 28. Mai  | 1. FC Magdeburg         | – | BSG Post Neubrandenburg | 2:0      | 5:1       |
| So 14. Mai / So 04. Juni | SG Dynamo Schwerin      | – | 1. FC Magdeburg         | 4:1      | 0:3       |
| So 14. Mai / So 04. Juni | BSG Post Neubrandenburg | – | TSG Wismar              | 1:2      | 0:5       |
| So 21. Mai / So 11. Juni | TSG Wismar              | – | 1. FC Magdeburg         | 3:1      | 1:1       |
| So 21. Mai / So 11. Juni | SG Dynamo Schwerin      | – | BSG Post Neubrandenburg | 4:0      | 2:0       |

Abschlusstabelle
| Pl. | Mannschaft              | Sp. | S | U | N | Tore    | Diff. | Punkte |
| --- | ----------------------- | --- | - | - | - | ------- | ----- | ------ |
| 1.  | TSG Wismar              | 6   | 4 | 2 | 0 | 013:400 | +9    | 10:20  |
| 2.  | SG Dynamo Schwerin      | 6   | 3 | 1 | 2 | 011:600 | +5    | 07:50  |
| 3.  | 1. FC Magdeburg         | 6   | 3 | 1 | 2 | 013:900 | +4    | 07:50  |
| 4.  | BSG Post Neubrandenburg | 6   | 0 | 0 | 6 | 002:200 | −18   | 0:12   |

### Staffel II
Spiele
| Datum                    |                            |   |                            | Hinspiel | Rückspiel |
| ------------------------ | -------------------------- | - | -------------------------- | -------- | --------- |
| Do 04. Mai / So 28. Mai  | BFC Dynamo                 | – | BSG Motor Babelsberg       | 3:0      | 2:0       |
| Do 04. Mai / So 28. Mai  | BSG Energie Cottbus        | – | BSG Stahl Eisenhüttenstadt | 0:0      | 1:2       |
| So 14. Mai / So 04. Juni | BSG Motor Babelsberg       | – | BSG Energie Cottbus        | 2:1      | 3:1       |
| So 14. Mai / So 04. Juni | BSG Stahl Eisenhüttenstadt | – | BFC Dynamo                 | 1:1      | 2:1       |
| So 21. Mai / So 11. Juni | BFC Dynamo                 | – | BSG Energie Cottbus        | 5:1      | 7:0       |
| So 21. Mai / So 11. Juni | BSG Motor Babelsberg       | – | BSG Stahl Eisenhüttenstadt | 2:0      | 2:3       |

Abschlusstabelle
| Pl. | Mannschaft                 | Sp. | S | U | N | Tore    | Diff. | Punkte |
| --- | -------------------------- | --- | - | - | - | ------- | ----- | ------ |
| 1.  | BFC Dynamo                 | 6   | 4 | 1 | 1 | 019:400 | +15   | 09:30  |
| 2.  | BSG Stahl Eisenhüttenstadt | 6   | 3 | 2 | 1 | 008:700 | +1    | 08:40  |
| 3.  | BSG Motor Babelsberg       | 6   | 3 | 0 | 3 | 009:100 | −1    | 06:60  |
| 4.  | BSG Energie Cottbus        | 6   | 0 | 1 | 5 | 004:190 | −15   | 01:11  |

### Staffel III
Spiele
| Datum                    |                          |   |                          | Hinspiel | Rückspiel |
| ------------------------ | ------------------------ | - | ------------------------ | -------- | --------- |
| Do 04. Mai / So 28. Mai  | FC Karl-Marx-Stadt       | – | BSG Motor WAMA Görlitz   | 5:1      | 1:0       |
| So 14. Mai / So 04. Juni | 1. FC Lokomotive Leipzig | – | BSG Motor WAMA Görlitz   | 2:1      | 0:0       |
| So 21. Mai / So 11. Juni | FC Karl-Marx-Stadt       | – | 1. FC Lokomotive Leipzig | 2:3      | 0:1       |

Abschlusstabelle
| Pl. | Mannschaft               | Sp. | S | U | N | Tore    | Diff. | Punkte |
| --- | ------------------------ | --- | - | - | - | ------- | ----- | ------ |
| 1.  | 1. FC Lokomotive Leipzig | 4   | 3 | 1 | 0 | 006:300 | +3    | 07:10  |
| 2.  | FC Karl-Marx-Stadt       | 4   | 2 | 0 | 2 | 008:500 | +3    | 04:40  |
| 3.  | BSG Aktivist Laubusch    | 4   | 0 | 1 | 3 | 002:800 | −6    | 01:70  |

### Staffel IV
Spiele
| Datum                    |                          |   |                          | Hinspiel | Rückspiel |
| ------------------------ | ------------------------ | - | ------------------------ | -------- | --------- |
| Do 04. Mai / So 28. Mai  | FC Rot-Weiß Erfurt       | – | SG Dynamo MK Eisleben    | 1:2      | 0:3       |
| Do 04. Mai / So 28. Mai  | FC Carl Zeiss Jena       | – | BSG Kali Werra Tiefenort | 7:0      | 2:1       |
| So 14. Mai / So 04. Juni | SG Dynamo MK Eisleben    | – | FC Carl Zeiss Jena       | 2:2      | 1:1       |
| So 14. Mai / So 04. Juni | BSG Kali Werra Tiefenort | – | FC Rot-Weiß Erfurt       | 0:1      | 2:4       |
| So 21. Mai / So 11. Juni | FC Rot-Weiß Erfurt       | – | FC Carl Zeiss Jena       | 0:0      | 0:1       |
| So 21. Mai / So 11. Juni | SG Dynamo MK Eisleben    | – | BSG Kali Werra Tiefenort | 4:0      | 4:0       |

Abschlusstabelle
| Pl. | Mannschaft               | Sp. | S | U | N | Tore    | Diff. | Punkte |
| --- | ------------------------ | --- | - | - | - | ------- | ----- | ------ |
| 1.  | SG Dynamo MK Eisleben    | 6   | 4 | 2 | 0 | 016:400 | +12   | 10:20  |
| 2.  | FC Carl Zeiss Jena       | 6   | 3 | 3 | 0 | 013:400 | +9    | 09:30  |
| 3.  | FC Rot-Weiß Erfurt       | 6   | 2 | 1 | 3 | 006:800 | −2    | 05:70  |
| 4.  | BSG Kali Werra Tiefenort | 6   | 0 | 0 | 6 | 003:220 | −19   | 0:12   |

## Zwischenrunde
In der Zwischenrunde ermittelten die vier Staffelsieger der Vorrunde in zwei Paarungen die Teilnehmer für das Finale.
| Datum                     |                          | Gesamt |                       | Hinspiel | Rückspiel |
| ------------------------- | ------------------------ | ------ | --------------------- | -------- | --------- |
| So 25. Juni / So 02. Juli | TSG Wismar               | 0:8    | BFC Dynamo            | 0:1      | 0:7       |
| So 25. Juni / So 02. Juli | 1. FC Lokomotive Leipzig | 1:2    | SG Dynamo MK Eisleben | 1:0      | 0:2       |

## Spiel um Platz 3
Das Spiel um Platz 3 wurde im Hermann-Matern-Stadion von Schönebeck ausgetragen.
| Datum                  |            | Ergebnis |                          |
| ---------------------- | ---------- | -------- | ------------------------ |
| So 09. Juli, 14:30 Uhr | TSG Wismar | 1:2      | 1. FC Lokomotive Leipzig |

## Finale
| Paarung               | BFC Dynamo – SG Dynamo MK Eisleben |
| Ergebnis              | 3:3 n. V. (2:2, 1:0) |
| Datum                 | Sonntag, 9. Juli 1967 um 16:00 Uhr |
| Stadion               | Hermann-Matern-Stadion, Schönebeck |
| Zuschauer             | 500 |
| Schiedsrichter        | Willi Schmidt (Schönebeck) |
| Tore                  | 1:0 Rohde (16.) 1:1 Cieslik (31.) 1:2 Dittmann (33.) 2:2 Mundt (55.) 3:2 Mundt (65.) 3:3 Hartmann (78.)                                                                          |
| BFC Dynamo            | Geisler – Monden, Bernd Brillat, Henry Häusler, Jürgen Bochmann – Rainer Rohde, Wolfgang Filohn – Gerald Schwierske, Siegfried Mundt, Ecken, Illmann Cheftrainer: Herbert Schoen |
| SG Dynamo MK Eisleben | Richter – Plock, Günter Gruhn, Koch, Ohme – Hauptmann, Dittmann – Eckhardt Rößler (71. Berger), Wolfgang Hartmann, Helmut Kieruj, Dietmar Cieslik Cheftrainer: Hans Trull        |

Wiederholungsspiel
| Paarung               | BFC Dynamo – SG Dynamo MK Eisleben |
| Ergebnis              | 2:0 (0:0) |
| Datum                 | Samstag, 15. Juli 1967 um 16:00 Uhr |
| Stadion               | Hermann-Matern-Stadion, Schönebeck |
| Zuschauer             | 1.000 |
| Schiedsrichter        | Horst Di Carlo (Burgstädt) |
| Tore                  | 1:0 Rohde (34.) 2:0 Ecken (57.) |
| BFC Dynamo            | Geisler – Monden, Bernd Brillat, Henry Häusler, Jürgen Bochmann – Rainer Rohde, Wolfgang Filohn – Gerald Schwierske, Siegfried Mundt, Ecken, Illmann (zum Kader gehörten weiterhin: Borree (Tor), Jürgen Alexander, Burkhard Laskowski, Frank Terletzki) Cheftrainer: Herbert Schoen |
| SG Dynamo MK Eisleben | Richter – Plock, Günter Gruhn, Koch, Ohme – Hauptmann, Dittmann – Eckhardt Rößler (71. Berger), Wolfgang Hartmann, Helmut Kieruj, Dietmar Cieslik Cheftrainer: Hans Trull |